# Epidendrum pudicum
Epidendrum pudicum är en orkidéart som beskrevs av Oakes Ames. Epidendrum pudicum ingår i släktet Epidendrum och familjen orkidéer.
Artens utbredningsområde är Panamá. Inga underarter finns listade i Catalogue of Life.